# Gaius Claudius Centho (Konsul 240 v. Chr.)
Gaius Claudius Centho war ein bedeutender Politiker der Römischen Republik und 240 v. Chr. Konsul sowie 225 v. Chr. Zensor.

## Leben
Gaius Claudius Centho entstammte dem römischen Patriziergeschlecht der Claudier und war laut den antiken Quellen der Sohn des berühmten Zensors von 312 v. Chr., Appius Claudius Caecus. Der Althistoriker Friedrich Münzer bezweifelt diese Angabe aufgrund des großen zeitlichen Abstandes, der zwischen den von Centho und den von seinem angeblichen Vater bekleideten Ämtern liegt.
Centho bekleidete 240 v. Chr. gemeinsam mit Marcus Sempronius Tuditanus das Konsulat und war 225 v. Chr. Zensor, wobei er Marcus Iunius Pera zum Kollegen hatte. Der römische Historiker Titus Livius erwähnt noch zwei Ämter, die Centho während Roms Krieg gegen Hannibal ausübte. Demnach fungierte er 217 v. Chr. als Interrex und wurde 213 v. Chr. zum Diktator gewählt, um die nächsten Wahlen abzuhalten. Nach diesem Zeitpunkt taucht Centho in den Quellen nicht mehr auf.